# Leucocrea
Leucocrea är ett släkte av svampar. Leucocrea ingår i familjen Thyridiaceae, klassen Sordariomycetes, divisionen sporsäcksvampar och riket svampar.
|           | Mattirolia                        |
|           |                                   |
|           | Thyronectroidea                   |
|           |                                   |
|           | Pleurocytospora                   |
|           |                                   |
|           | Balzania                          |
|           |                                   |
| Leucocrea | \| \| Leucocrea nivea \| \| \| \| |
|           | \| \| Leucocrea nivea \| \| \| \| |
|           | Leucocrea nivea                   |
|           |                                   |

|  | Leucocrea nivea |
|  |                 |